# Gura Călmățui, Brăila
Gura Călmățui este un sat în comuna Berteștii de Jos din județul Brăila, Muntenia, România.